# Listă de politicieni mexicani implicați în scandaluri publice
Aceasta este o listă de politicieni mexicani implicați în scandaluri publice:
Președinți
- Enrique Pena Nieto, vila de 7 milioane de dolari în care locuiesc președintele Enrique Pena Nieto și prima doamnă, fosta vedeta din telenovele, Angelica Rivera, aparține unei companii abonate la contracte din bani publici.[1]

Primari
- José Luis Abarca, primarul din localitatea Iguala, suspectul numărul unu în cazul dispariței a zeci de studenți în 2014.[2][3][4][5][6][7]

## Vezi și
- Listă de conducători ai Mexicului